# Communist Party of Ireland
Die Communist Party of Ireland (CPI, irisch Páirtí Cumannach na hÉireann, deutsch Kommunistische Partei Irlands) ist eine 1921 entstandene marxistisch-leninistische Partei, die sowohl in Irland als auch in Nordirland aktiv ist.

## Geschichte
Die Partei wurde 1904 als Sozialistische Partei Irlands (Socialist Party of Ireland) gegründet und 1921 umbenannt. 1924 wurde die Partei aufgelöst, 1933 aber wieder ins Leben gerufen. 1941 wurde die CPI in die Parteien Irish Workers' Party und die Communist Party of Northern Ireland aufgespalten und 1970 wieder zurück vereint.
In der ersten Hälfte des 20. Jahrhunderts litt die Partei unter der strengen katholischen irischen Gesellschaft, und ihre Geschäftsräume wurden wiederholt niedergebrannt. Trotz aller Widrigkeiten wuchs die Partei jedoch von den 1960er bis 1980er Jahren stetig an, bis dann in den späten 1980er viele Mitglieder die Partei verließen, da sie mit der Politik von Michail Gorbatschow nicht einverstanden waren. Die CPI begann danach, sich neu zu formieren.

## Wahlergebnisse
Obwohl die CPI eine offizielle und registrierte Partei ist, schickt sie nur selten Kandidaten ins Wahlrennen – kein Kandidat der CPI hatte bisher Erfolg. Die CPI war involviert in die Gewerkschaftsbewegung, in die republikanische Bewegung sowie in die nordirische Bürgerrechtsbewegung. Einige prominente Mitglieder der Irish Labour Party sind ehemalige Mitglieder der CPI.

## Politische Positionen
Ziel der Partei ist es, die Unterstützung der Mehrheit der Iren zu gewinnen, um das kapitalistische System abzuschaffen und den Sozialismus aufzubauen. Die CPI ist gegen die Mitgliedschaft Irlands in der Europäischen Union.

## Organisationsstruktur
Neben den Zweigstellen in Belfast und Dublin gibt es Ortsgruppen in Galway, Cork und Kildare.
Die CPI betreibt in Dublin den Buchladen Connolly Books.

## Medien
Die Zweigstelle in Belfast produziert eine wöchentliche Zeitschrift mit dem Titel Unity (Einigkeit), in Dublin wird das monatliche Socialist Voice (Sozialistische Stimme) produziert.

## Jugendorganisation
Die Jugendorganisation der Partei heißt Connolly Youth Movement und ist nach dem irischen Sozialisten James Connolly benannt.

## Internationale Verbindungen
Historisch gesehen gehört die Partei zum Flügel des internationalen Kommunismus, mit der Sowjetunion als Vorbild.
Auf internationaler Ebene werden Beziehungen zur Communist Party of Britain und vielen anderen europäisch-sozialistischen und -kommunistischen Parteien gepflegt. 